# Lillian McNeill Palmer
Lillian McNeill Palmer (Stonington, 1871- Los Gatos, 1961) fue una orfebre y artista del metal estadounidense cuyo trabajo formó parte del movimiento Arts and Crafts de California. Trabajó en conjunto con su compañera sentimental, la arquitecta Emily Williams y fue la fundadora del Women's Business and Professional Club en San Francisco.

## Biografía

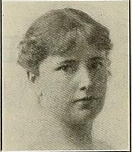
Lillian Palmer (1912)

Palmer nació en 1871, hija de Donald Palmer. Donald Palmer trabajó en la industria minera y viajó mucho. La familia se mudó a California alrededor de 1890. Para 1899 vivían en San José. Era prima segunda del pintor James McNeill Whistler, a través de la madre de Whistler, Anna Matilda McNeill.
En 1898, en una función social en San José, conoció a Emily Williams. Cuando el padre de Williams murió en 1899, ésta se fue a vivir con Palmer a la casa familiar.
En la década de 1900, trabajó como escritora y editora para Mercury Publishing Company y comenzó a interesarse por el trabajo en metal inspirado en Arts and Crafts. En 1901 Palmer y Williams se mudaron a San Francisco para que Williams, contado con su apoyo, pudiera estudiar dibujo y ciencias en la Escuela de Artes Mecánicas de California. En 1903, se compraron una propiedad en Pacific Grove que convertirían en una cabaña modelo con la que mostrar su capacidad  en diseño y construcción. La cabaña de tablas y listones en 246 Chestnut Street todavía está en pie hoy.
Tras el terremoto de San Francisco de 1906, fue una de las primeras artistas del metal registradas que utilizaron cobre, plomo y latón. En 1906, Williams diseñó la nueva casa de la familia Palmer en South Priest Street (ahora South 14th) en San José, que más tarde se convertiría en Arthur Monroe Free House, que aparece en el Registro Nacional de Lugares Históricos de EE. UU. Viveron allí con la familia de Palmer. Tenía un taller de trabajos en metal en el sótano, donde comenzó su negocio de fabricación de lámparas.Su estilo tenía "una inconfundible cualidad femenina que distingue su obra de la de sus contemporáneas". En abril de 1907, apareció en el San Francisco Call, que la calificó de "ingeniosa trabajadora de los metales". Elizabeth Eleanor D'Arcy Gaw (1868-1944) trabajó primero para ella, antes de pasar a trabajar para su rival, Dirk van Erp (1862-1933), en San Francisco en 1909.
A principios de 1908, Lucy Washburn vendió una propiedad en 218 y 220 Chestnut, Pacific Grove, a Emily Williams para construir dos casas, para Williams (220) y Palmer (218). Ambas casas siguen en pie hoy en día, y aunque la casa de Williams ha sido ampliada y remodelada, la casa de Palmer todavía se encuentra en su estado original.
A mediados de 1908, viajaron a Europa y Asia para estudiar arte y arquitectura, específicamente el movimiento Arts and Crafts que influyó en el trabajo de orfebrería de Palmer. No tuvo una formación reglada, aunque siguió cursos de artesanía del metal y diseño de sistemas eléctricos en Viena y, más tarde, de vuelta a Estados Unidos, de iluminación de bajo consumo y disposición de la luz para reducir la fatiga ocular en Chicago. Regresaron a Estados Unidos en enero de 1909.
Palmer y Williams se mudaron a San Francisco, donde Williams diseñó su propia casa en la calle Broadway. En 1910, inauguró la "Palmer Copper Shop" en la calle Sutter. Se especializó en el diseño de accesorios que no sólo consiguen los efectos de iluminación deseados en una habitación determinada, sino que también se ajustan al estilo, al perfil de la habitación y al uso que se le va a dar. El éxito considerable y generalizado de la tienda quedó demostrado por el hecho de que sus lámparas eléctricas fueron solicitadas y enviadas a Nueva York, Alaska y México. Sus lámparas pasaron a ser objetos de coleccionista.Esta vez fue ella quien arrebató artistas a Van Erp, Harry St. John Dixon (1890-1967) y al sobrino de Van Erp,  August Tiesselinck (1890-1972), que trabajó para Palmer durante varios años. Con el comienzo de la Primera Guerra Mundial, el metal escaseó y se vio obligada a cerrar el taller en 1917.
Ese mismo año fundó el Women's Business and Professional Club en San Francisco y fue miembro activa y/o directiva de muchos clubes de mujeres del estado de California. Fue conferenciante, entre sus charlas: "La iluminación eléctrica de las viviendas desde el punto de vista de la salud, el funcionamiento económico, la ciencia y el ornamento", "Empezar un negocio con noventa céntimos y sin experiencia", "Las mujeres aprenden a manejar la sierra y el martillo" y "Las mujeres como creadoras de empresas".
Volvió a la orfebrería en 1932 y en algún momento a finales de la década de 1930. Williams y Palmer se mudaron a Los Gatos, donde Williams diseñó su casa.Williams murió en 1942. Lillian Palmer murió en 1961. Fueron enterradas juntas en Los Gatos Memorial Park.

## Exposiciones
At Home With Arts & Crafts fue una exposición del SFO Museum (sito en el aeropuerto de San Francisco) en la Terminal Internacional, del 22 de abril de 2017 al 10 de diciembre de 2017, donde se mostraron obras de Palmer.